# Youjiang
Youjiang (chinesisch 右江区, Pinyin Yòujiāng Qū; Zhuang Yougyangh Gih) ist ein chinesischer Stadtbezirk im Autonomen Gebiet Guangxi der Zhuang-Nationalität. Er gehört zum Verwaltungsgebiet der bezirksfreien Stadt Bose. Der Stadtbezirk hat eine Fläche von 3.728 Quadratkilometern und zählt 403.600 Einwohner (Stand: 2018).

## Administrative Gliederung
Auf Gemeindeebene setzt sich der Stadtbezirk aus zwei Straßenvierteln, drei Großgemeinden und vier Gemeinden zusammen. 